# Луїлліс Перес
Луїлліс Хосе Перес Мора (ісп. Luillys José Pérez Mora; нар. 23 грудня 1990, Санта-Ана-де-Коро, штат Фалькон) — венесуельський борець греко-римського стилю, чемпіон, дворазовий срібний та шестиразовий бронзовий призер Панамериканських чемпіонатів, дворазовий бронзовий призер Панамериканських ігор, чемпіон Південноамериканських ігор, чемпіон Центральноамериканських і Карибських ігор, учасник Олімпійських ігор.

## Життєпис
Боротьбою почав займатися з 1999 року.
Виступав за борцівський клуб «Карлос Санчес», Санта-Ана-де-Коро. Тренер — Ендрікс Артеага (з 2013).

## Спортивні результати на міжнародних змаганнях

### Виступи на Олімпіадах
| Змагання                    | Збірна    | Вагова категорія                 | Місце |
| --------------------------- | --------- | -------------------------------- | ----- |
| Літні Олімпійські ігри 2016 | Венесуела | греко-римська боротьба, до 98 кг | 17    |

### Виступи на Чемпіонатах світу
| Змагання                        | Збірна    | Вагова категорія                 | Місце |
| ------------------------------- | --------- | -------------------------------- | ----- |
| Чемпіонат світу з боротьби 2011 | Венесуела | греко-римська боротьба, до 74 кг | 26    |
| Чемпіонат світу з боротьби 2015 | Венесуела | греко-римська боротьба, до 98 кг | 32    |
| Чемпіонат світу з боротьби 2018 | Венесуела | греко-римська боротьба, до 97 кг | 8     |
| Чемпіонат світу з боротьби 2019 | Венесуела | греко-римська боротьба, до 97 кг | 27    |

### Виступи на Панамериканських чемпіонатах
| Змагання                                   | Збірна    | Вагова категорія                 | Місце  |
| ------------------------------------------ | --------- | -------------------------------- | ------ |
| Панамериканський чемпіонат з боротьби 2012 | Венесуела | греко-римська боротьба, до 74 кг | Бронза |
| Панамериканський чемпіонат з боротьби 2014 | Венесуела | греко-римська боротьба, до 98 кг | Бронза |
| Панамериканський чемпіонат з боротьби 2015 | Венесуела | греко-римська боротьба, до 85 кг | Бронза |
| Панамериканський чемпіонат з боротьби 2015 | Венесуела | греко-римська боротьба, до 98 кг | Бронза |
| Панамериканський чемпіонат з боротьби 2016 | Венесуела | греко-римська боротьба, до 98 кг | Срібло |
| Панамериканський чемпіонат з боротьби 2017 | Венесуела | греко-римська боротьба, до 98 кг | Срібло |
| Панамериканський чемпіонат з боротьби 2018 | Венесуела | греко-римська боротьба, до 97 кг | Золото |
| Панамериканський чемпіонат з боротьби 2019 | Венесуела | греко-римська боротьба, до 97 кг | Бронза |
| Панамериканський чемпіонат з боротьби 2020 | Венесуела | греко-римська боротьба, до 97 кг | Бронза |

### Виступи на Панамериканських іграх
| Змагання                  | Збірна    | Вагова категорія                 | Місце  |
| ------------------------- | --------- | -------------------------------- | ------ |
| Панамериканські ігри 2015 | Венесуела | греко-римська боротьба, до 98 кг | Бронза |
| Панамериканські ігри 2019 | Венесуела | греко-римська боротьба, до 97 кг | Бронза |

### Виступи на Південноамериканських іграх
| Змагання                       | Збірна    | Вагова категорія                 | Місце  |
| ------------------------------ | --------- | -------------------------------- | ------ |
| Південноамериканські ігри 2018 | Венесуела | греко-римська боротьба, до 97 кг | Золото |

### Виступи на Центральноамериканських і Карибських іграх
| Змагання                                     | Збірна    | Вагова категорія                 | Місце  |
| -------------------------------------------- | --------- | -------------------------------- | ------ |
| Центральноамериканські і Карибські ігри 2018 | Венесуела | греко-римська боротьба, до 97 кг | Золото |

### Виступи на інших змаганнях
| Змагання                                                               | Збірна    | Вагова категорія                 | Місце  |
| ---------------------------------------------------------------------- | --------- | -------------------------------- | ------ |
| Олімпійський кваліфікаційний турнір з боротьби 2012 (Кіссіммі-Орландо) | Венесуела | греко-римська боротьба, до 74 кг | Бронза |
| Меморіал Іона Корнеану 2012                                            | Венесуела | греко-римська боротьба, до 84 кг | Бронза |
| Гран-прі Іспанії з боротьби 2012                                       | Венесуела | греко-римська боротьба, до 84 кг | Бронза |
| Золотий Гран-прі з боротьби 2015                                       | Венесуела | греко-римська боротьба, до 98 кг | 12     |
| Турнір Дана Колова — Николи Петрова 2016                               | Венесуела | греко-римська боротьба, до 98 кг | Бронза |
| Олімпійський кваліфікаційний турнір з боротьби 2016 (Фріско)           | Венесуела | греко-римська боротьба, до 98 кг | Срібло |
| Гран-прі Іспанії з боротьби 2016                                       | Венесуела | греко-римська боротьба, до 98 кг | Бронза |
| Cerro Pelado International 2018                                        | Венесуела | греко-римська боротьба, до 97 кг | Срібло |
| Гран-прі Іспанії з боротьби 2019                                       | Венесуела | греко-римська боротьба, до 97 кг | Бронза |
| Меморіал Маттео Пелліконе 2020                                         | Венесуела | греко-римська боротьба, до 97 кг | 10     |
| Олімпійський кваліфікаційний турнір з боротьби 2020 (Оттава)           | Венесуела | греко-римська боротьба, до 97 кг | Бронза |
| Турнір Дана Колова — Николи Петрова 2021                               | Венесуела | греко-римська боротьба, до 97 кг | Срібло |
| Олімпійський кваліфікаційний турнір з боротьби 2021                    | Венесуела | греко-римська боротьба, до 97 кг | 12     |
| Боліваріанські ігри 2022                                               | Венесуела | греко-римська боротьба, до 97 кг | Золото |

### Виступи на змаганнях молодших вікових груп
| Змагання                                      | Збірна    | Вагова категорія                 | Місце |
| --------------------------------------------- | --------- | -------------------------------- | ----- |
| Чемпіонат світу з боротьби серед юніорів 2009 | Венесуела | греко-римська боротьба, до 84 кг | 18    |